# خاندان حکیم سلمان

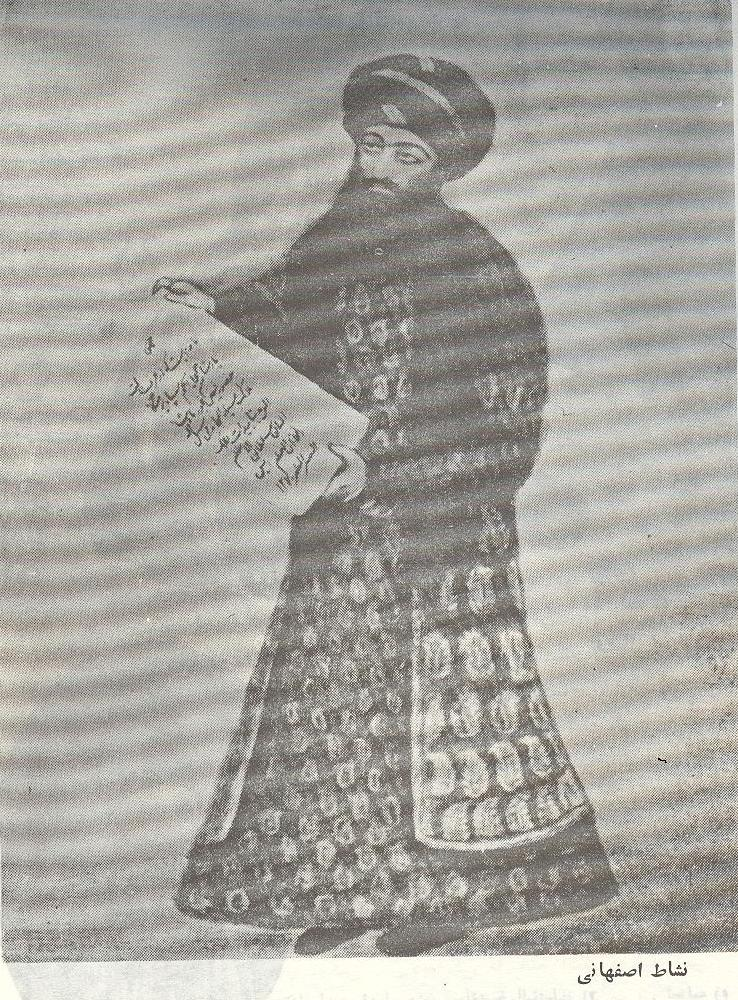
معتمدالدوله نشاط، اولین وزیر امور خارجه ایران در عهد فتحعلی‌شاه قاجار، یکی از اعضای نام‌آور خاندان حکیم سلمان

خاندان حکیم سلمان از خاندان‌های برجسته ایرانی در دوره‌های صفویه، زندیه و قاجار و صاحب نام در عرصه‌های پزشکی، شاعری و نویسندگی بودند. حکیم سلمان جهرمی جد اعلای این خاندان که از طبیبان مشهور فارس بود از جهرم به به اصفهان مهاجرت کرد تا طبیب مخصوص شاه شود. از میان نوادگان او دانشمندان مشهور، پزشکان معروف و شاعران و نویسندگان بزرگی برخاستند.

## تاریخچه
جد اعلای خاندان، حکیم سلمان جهرمی، از اطبای معروف جهرم و فارس بود که در حدود سال ۱۰۳۰ قمری به دستور شاه عباس بزرگ به اصفهان مهاجرت کرد تا طبیب مخصوص شاه شود. او نسب خود را با سی و هفت واسطه به موسی کاظم می‌پیوست. برخی نوادگان او در دوره صفویه، زندیه و قاجاریه رتبه حکیم باشی و برخی دیگر منصب کلانتری اصفهان داشتند.
حکیم سلمان هفت پسر داشته است که شرح حال آن‌ها را سید رضی نایب‌الوزاره که از نوادگان حکیم است در کتاب نسب‌نامه سادات حکیم‌سلمانی به تفصیل شرح داده است.
از این خانواده میرزا محمد رحیم در دوران شاه سلطان حسین حکیم‌باشی و پزشک مخصوص شاه بود. در کتاب مجمع‌التواریخ آمده است که میرزا رحیم از ندمای شاه سلطان حسین بوده و بر او نفوذ فراوان داشت و دسیسه‌های او و سایر درباریان شاه به عزل فتحعلی خان داغستانی انجامید. میرزا محمدرحیم دو پسر داشت به نام‌های میرزا عبدالباقی طبیب اصفهانی و میرزا عبدالوهاب. میرزا عبدالباقی زمانی طبیب‌باشی نادر شاه (درگذشته ۱۱۷۴ قمری) بود. در سال ۱۱۵۸ قمری منصب کلانتری اصفهان به میرزا عبدالباقی منتقل شد و او پس از مدتی به میل و رغبت آن را به برادر کوچک خود میرزا عبدالوهاب (درگذشته ۱۱۸۴ قمری) واگذاشت. عبدالوهاب جز یک دختر فرزندی نداشت که او نیز با میرزا محمدرحیم پسر میرزا میرزا عبدالباقی ازدواج کرد. از این ازدواج عبدالوهاب نشاط زاده شد که شاعر معروف مکتب بازگشت است. نشاط نیز چندی منصب موروثی کلانتری را برعهده داشت که پس از کوتاه زمانی آن را به حاج میرزا محمدعلی برادرش سپرد و رهسپار تهران شد. او سپس به دربار فتحعلی‌شاه قاجار وارد شد و در شمار نزدیکان شاه درآمد و چندین سال وزیر امور خارجه ایران بود. نشاط پسری داشت به نام میرزا عبدالکریم که از فضل و ادب بهره‌مند بود. او شش سال پس از درگذشت نشاط از دنیا رفت. از او پسری ماند که چون پس از درگذشت پدرش متولد شد، نام پدر عبدالکریم را بر او نهادند. میرزا عبدالکریم (دوم) از شعرای معروف عهد خود بود و از فضل و ادب و حسن خط و ترسل بهره داشت. میرزا عبدالکریم دو خواهر داشت که یکی همسر شاهزاده سیف‌الله میرزا پسر فتحعلی‌شاه و دیگری همسر احمدخان سرتیپ کرمانی بود. یکی از نوادگان نشاط با شمس‌الضحی یگانه دختر صفی‌علیشاه ازدواج کرد. شمس‌الحضی مادر علی نشاط بود.
حاج میرزا محمدعلی برادر نشاط تا پایان عمر کلانتر اصفهان بود و سرانجام در همان شهر درگذشت و در مقبره لسان‌الارض مدفون شد. از او دو پسر باقی ماند به نام‌های میرزا رحیم و میرزا سلیمان. میرزا رحیم پس از پدرش کلانتر اصفهان شد. گفته شده است که مسعود میرزا ظل‌السلطان پسر ناصرالدین‌شاه که مدت‌ها حاکم اصفهان بود به جهت قدرت‌نمایی، او را به همراه عباسقلی میرزا که محترم‌ترین پسر محمدولی میرزا بود، در ملاء عام چوب زد و چندماه بعد میرزا رحیم براثر غضه درگذشت و در پای قبر میرزا عبدالباقی طبیب در تخت فولاد به خاک سپرده شد. از او دو پسر باقی ماند، حاج میرزا محمدعلی، که پس از پدرش کلانتر اصفهان شد و دیگری حاج میرزا محمد. حاج میرزا محمدعلی آخرین کلانتر اصفهان از خاندان نشاط بود و در هفتاد و چهار سالگی در خرداد ماه ۱۳۱۰ درگذشت و در تکیه ملک تخت‌فولاد مدفون شد.
دومین برادر نشاط اصفهانی، میرزا عبدالباقی (دوم) متخلص به باقی بود. او چندی وزارت محمدعلی میرزا دولتشاه را در کرمانشاه و لرستان و عربستان به عهده داشت و مولف تذکره‌یی است به نام مدایح حسینیه در شرح احوال شعرایی که در مدح محمدحسین صدر اصفهانی شعر سروده‌اند. فرزندان و نوادگان او در تهران به منشی‌گری و امور دیوانی اشتغال داشتند. 

## خانه‌های حکیم سلمان
به نوشته‌ی جلال‌الدین همایی حکیم سلمان برای هریک از پسران خود در اصفهان خانه اعیانی مجللی بنیاد کرد و یکی از آن خانه‌ها تا روزگار معاصر در محله احمدآباد پابرجا بود. این خانه درختان سرو کهن‌سالی داشت که در اصفهان معروف بود.

## تبارنامه
- حکیم سلمان
  - حکیم احمد
    - حکیم محمدرضا
      - حکیم محمدعلی
        - میرزا محمدحسین حکیم‌باشی
          - میرزا محمد حکیم‌باشی
            - بیدل شیرازی

    - میرزا محمدباقر
      - (؟)
        - نامی اصفهانی

      - میرزا محمد رحیم، حکیم‌باشی شاه سلطان حسین
        - میرزا عبدالوهاب
        - طبیب اصفهانی
          - میرزا محمدرحیم کلانتر
            - میرزا عبدالباقی دوم
            - معتمدالدوله نشاط
            - میرزا محمدعلی کلانتر
              - حاج میرزا رحیم
                - حاج میرزا محمدعلی

## مشاهیر
- حکیم سلمان جهرمی، حکیم‌باشی شاه عباس اول
- میرزا محمد رحیم طبیب اصفهانی، حکیم‌باشی شاه سلطان حسین
- عبدالباقی طبیب اصفهانی، حکیم‌باشی نادرشاه افشار
- نشاط اصفهانی، از شعرای معروف عهد فتحعلی شاه قاجار
- بیدل شیرازی، طبیب و ندیم فتحعلی شاه قاجار
- میرزا محمدباقر ملاباشی، فقیه و مؤلف کتابهای بحرالجواهر و انورالحقایق
- نامی اصفهانی، وقایع نگار، شاعر دوران کریمخان زند و مؤلف کتاب تاریخ گیتی گشا